# Groeningen
Groeningen (dialect: Gruuninge) is een dorp  dat tot de gemeente Land van Cuijk behoort, in de Nederlandse provincie Noord-Brabant. Het ligt tussen Vierlingsbeek en Vortum-Mullem. Op 1 januari 2023 telde het dorp 515 inwoners, verdeeld over 170 woningen, met een gemiddelde WOZ-waarde van € 434.000, op een oppervlakte van 8,52 km².

## Toponymie
De naam Groeningen komt van Groene inge, wat laag gelegen grasland betekent.

## Geschiedenis
Dit dorp is vooral van belang geweest als pleisterplaats van postwagens en ander verkeer dat zich over de handelsweg van Keulen naar 's-Hertogenbosch voortbewoog. Later werd het een pleisterplaats voor verkeer tussen Venlo en Nijmegen. De postwagens in beide richtingen ontmoetten elkaar hier. Ook werd hier bagage omgeladen van de ene in de andere wagen.
Ook stond in dit dorp een kasteel, waarvan in 1532 melding wordt gemaakt. Dit was het stamkasteel van de familie Van de Voirt, terwijl het later aan de familie Collaert van Lynden behoorde, en aan het einde van de 17e eeuw aan de familie Van Ravenschot van Capelle. Deze hadden ook de Hertogentoren (of: De Spycker) en het Joncker Collaertz hoff in hun bezit.

## Bezienswaardigheden
- De Anthonius en Nicolaaskapel, aan de Schans, is een monumentale bakstenen kapel waarvan het driezijdig gesloten koorgedeelte uit de vijftiende eeuw stamt. Een zaalvormig schip is aan het koor vastgebouwd. In de 18e eeuw hebben verbouwingen plaatsgevonden. Steunberen en vensterranden zijn ter versiering gewit.
- Van het vroegere Kasteel De Voirt (of: De Voort) is tegenwoordig alleen nog maar een deel van een schuur te zien.
- Ook van de vroegere herenhuizen Hertogstoren en Collaershof zijn slechts  restanten terug gevonden in de grond .

## Natuur en landschap
Ten oosten van Groeningen, tussen het dorp en de Maas, ligt het natuurgebied Maasheggen, voornamelijk bestaande uit kleinschalige weilanden en akkerbouw op de rivierklei, terwijl ten westen van het dorp de Sint-Jansbeek stroomt. De Groeningse Bergen, deel uitmakend van de Maasheggen, is een bebost rivierduin.

## Cultuur
Groeningen heeft een schuttersgilde. Dit zogeheten Sint-Anthonius en Sint-Nicolaasgilde is opgericht in 1494.

## Verenigingen
- Vrouwenorganisatie Vierlingsbeek Groeningen (VOVG)

## Woonachtig geweest in Groeningen
- Kika van Es (1991), voetbalster[4]

## Nabijgelegen kernen
Vierlingsbeek, Vortum-Mullem